# Csoltkó Fülöp
Csoltkó Fülöp (Jászó, 1801 körül – Jászó, 1848. november 23.) premontrei rendi kanonok, teológiai doktor.

## Élete
Jászói, Abaúj vármegyei származású; 1823-ban a grammatikai osztályban tanított Kassán; 1826-ban a humán tantárgyak tanára Rozsnyón, 1827-ben teológiatanár és egyúttal jászói plébános. 46 éves korában a kolera áldozata lett.

## Művei
- Carmen rev. dno Joanni Nep. Damics, cathedr. ecclesiae Rosnaviensis praeposito majori… sacerdotii sui jubilaeum 10. kal. Maii 1827. agenti, a reg. gymnasio Rosanv. sacratum. Rosnaviae, 1827
- Illustr. rev. ac amplissimo dno Aloysio Richter, praelato et praeposito de castro Jászó… dum in regia ecclesia praeposit. Jaszoviensi V. id. Julii 1830. benediceretur, Conventus Jaszoviensis. Cassoviae, 1830
- Illustr. ac rev. Dominico e Com. Zichy de eadem et Vásonkő, episcopo Rosnaviensi… dum episcopalem sedem ritu solemni III. kal. Junii 1841. capesseret, Districtus Jaszoviensis. Uo. 1841
- Illustr., magn. ac. rev. dno Aloysio Richter praelato Jaszoviensi… dum illustr. ac rev. d. Dominicus e comit. Zichy, Rosnaviensis antistes… 4. kal. Junii 1842. neoerectam ecclesiam in Rudnok solemniter consecraret. Districtus Jaszoviensis. Uo. 1842
- Kézirati munkája: Dissertatio inaug. in qua comparatur ethica christiano catholica cum stoicis ethicorum placitis. Jászó, 1832